# مقاطعة هيدالغو (نيومكسيكو)
مقاطعة هيدالغو (بالإنجليزية: Hidalgo County)‏ هي إحدى مقاطعات ولاية نيومكسيكو في الولايات المتحدة الأمريكية.